# Osmylus fuberosus
Osmylus fuberosus är en insektsart som beskrevs av C.-k. Yang 1997. Osmylus fuberosus ingår i släktet Osmylus och familjen vattenrovsländor. Inga underarter finns listade i Catalogue of Life.